# Sancourt (Eure)
Sancourt – miejscowość i gmina we Francji, w regionie Normandia, w departamencie Eure.
Według danych na rok 1990 gminę zamieszkiwało 97 osób, a gęstość zaludnienia wynosiła 15 osób/km² (wśród 1421 gmin Górnej Normandii Sancourt plasuje się na 799. miejscu pod względem liczby ludności, natomiast pod względem powierzchni na miejscu 572.).